# Dyskografia Red Velvet
Dyskografia Red Velvet – południowokoreańskiej grupy.

## Albumy

### Albumy studyjne
| Rok       | Dane dot. albumu | Najwyższa pozycja | Najwyższa pozycja | Najwyższa pozycja | Najwyższa pozycja | Najwyższa pozycja | Sprzedaż                     |
| Rok       | Dane dot. albumu | KOR (Circle)      | JPN (Oricon)      | JPN Hot           | US Heat           | US World Albums   | Sprzedaż                     |
| --------- | --- | ----------------- | ----------------- | ----------------- | ----------------- | ----------------- | ---------------------------- |
| 2015      | The Red - Wydany: 9 września 2015 - Wytwórnia: SM Entertainment, KT Music (dystrybucja) - Format: CD, digital download, streaming                                                                          | 1                 | 47                | –                 | 24                | 1                 | - KOR: 109 687+ - JPN: 1364+ |
| 2017      | Perfect Velvet - Wydany: 17 listopada 2017 - Wytwórnia: SM Entertainment, Genie Music - Format: CD, digital download, streaming                                                                            | 2                 | 20                | 52                | 3                 | 1                 | - KOR: 155 461+ - JPN: 9356+ |
| 2018      | The Perfect Red Velvet - Wydanie ponowne płyty Perfect Velvet. - Wydany: 29 stycznia 2018 - Wytwórnia: SM Entertainment, Genie Music - Format: CD, digital download, streaming                             | 1                 | 29                | 49                | 7                 | 3                 | - KOR: 146 383+              |
| 2019      | The ReVe Festival: Finale - Wydanie ponowne płyt The ReVe Festival: Day 1 oraz The ReVe Festival: Day 2. - Wydany: 23 grudnia 2019 - Wytwórnia: SM Entertainment - Format: CD, digital download, streaming | 1                 | 24                | 45                | 2                 | 4                 | - KOR: 399 255+              |
| 2023      | Chill Kill - Wydany: 13 listopada 2023 - Wytwórnia: SM Entertainment - Format: CD, digital download, streaming                                                                                             | 2                 | 12                | 10                | 14                | 11                | - KOR: 482 653+ - JPN: 8482  |
| Japońskie | |                   |                   |                   |                   |                   |                              |
| 2022      | Bloom - Wydany: 6 kwietnia 2022 - Wytwórnia: Avex Trax, SM Entertainment Japan - Format: CD, digital download                                                                                              | –                 | 5                 | 2                 | –                 | –                 | - JPN: 17 811+               |

### Minialbumy
| Rok                                            | Dane dot. albumu | Najwyższa pozycja | Najwyższa pozycja | Najwyższa pozycja | Najwyższa pozycja | Najwyższa pozycja | Sprzedaż                         |
| Rok                                            | Dane dot. albumu | KOR (Circle)      | JPN (Oricon)      | JPN Hot           | US Heat           | US World Albums   | Sprzedaż                         |
| Koreańskie                                     | Koreańskie | Koreańskie        | Koreańskie        | Koreańskie        | Koreańskie        | Koreańskie        | Koreańskie                       |
| ---------------------------------------------- | --- | ----------------- | ----------------- | ----------------- | ----------------- | ----------------- | -------------------------------- |
| 2015                                           | Ice Cream Cake - Wydany: 18 marca 2015 - Wytwórnia: SM Entertainment, KT Music (dystrybucja) - Format: CD, digital download     | 1                 | 76                | –                 | 24                | 2                 | - KOR: 110 922+                  |
| 2016                                           | The Velvet - Wydany: 17 marca 2016 - Wytwórnia: SM Entertainment, KT Music (dystrybucja) - Format: CD, digital download         | 1                 | 75                | –                 | –                 | 8                 | - KOR: 77 482+ - JPN: 1681+      |
| 2016                                           | Russian Roulette - Wydany: 7 września 2016 - Wytwórnia: SM Entertainment, KT Music (dystrybucja) - Format: CD, digital download | 1                 | 40                | –                 | 18                | 2                 | - KOR: 106 899+ - JPN: 2049+     |
| 2017                                           | Rookie - Wydany: 1 lutego 2017 - Wytwórnia: SM Entertainment, KT Music (dystrybucja) - Format: CD, digital download             | 1                 | 43                | –                 | 21                | 1                 | - KOR: 145 677+ - JPN: 3894+     |
| 2017                                           | The Red Summer - Wydany: 10 lipca 2017 - Wytwórnia: SM Entertainment, Genie Music - Format: CD, digital download                | 1                 | 27                | –                 | 8                 | 1                 | - KOR: 144 031+ - JPN: 2027+     |
| 2018                                           | Summer Magic - Wydany: 6 sierpnia 2018 - Wytwórnia: SM Entertainment, IRIVER - Format: CD, digital download                     | 1                 | 12                | 24                | 3                 | 3                 | - KOR: 226 690+ - JPN: 5719+     |
| 2018                                           | RBB - Wydany: 30 listopada 2018 - Wytwórnia: SM Entertainment - Format: CD, digital download                                    | 3                 | 33                | 51                | 1                 | 2                 | - KOR: 110 295+ - JPN: 3203+     |
| 2019                                           | The ReVe Festival: Day 1 - Wydany: 19 czerwca 2019 - Wytwórnia: SM Entertainment - Format: CD, digital download                 | 1                 | 20                | 46                | 5                 | 7                 | - KOR: 244 935+ - JPN: 4855+     |
| 2019                                           | The ReVe Festival: Day 2 - Wydany: 20 sierpnia 2019 - Wytwórnia: SM Entertainment - Format: CD, digital download                | 1                 | 17                | 54                | 11                | 6                 | - KOR: 200 135+                  |
| 2020                                           | Monster - Podgrupa Irene & Seulgi - Wydany: 6 lipca 2020 - Wytwórnia: SM Entertainment - Format: CD, digital download           | 2                 | 21                | 35                | –                 | 5                 | - KOR: 232 498+                  |
| 2021                                           | Queendom - Wydany: 16 sierpnia 2021 - Wytwórnia: SM Entertainment - Format: CD, digital download                                | 2                 | 11                | 23                | 16                | 11                | - KOR: 384 492+ - JPN: 5418+     |
| 2022                                           | The ReVe Festival 2022 – Feel My Rhythm - Wydany: 21 marca 2022 - Wytwórnia: SM Entertainment - Format: CD, digital download    | 1                 | 6                 | 4                 | 9                 | 8                 | - KOR: 694 304+ - JPN: 11 009+   |
| 2022                                           | The ReVe Festival 2022 – Birthday - Wydany: 28 listopada 2022 - Wytwórnia: SM Entertainment - Format: CD, digital download      | 2                 | 16                | 11                | –                 | –                 | - KOR: 1 014 751+ - JPN: 10 095+ |
| Japońskie                                      | |                   |                   |                   |                   |                   |                                  |
| 2018                                           | #Cookie Jar - Wydany: 4 lipca 2018 - Wytwórnia: SM Entertainment, Avex Trax - Format: CD, digital download                      | –                 | 3                 | 4                 | –                 | 13                | - JPN: 30 386+                   |
| 2019                                           | SAPPY - Wydany: 29 maja 2019 - Wytwórnia: SM Entertainment, Avex Trax - Format: CD, digital download                            | –                 | 4                 | 4                 | –                 | –                 | - JPN: 16 678+                   |
| „–” oznacza, że wydawnictwo nie było notowane. | |                   |                   |                   |                   |                   |                                  |

## Single
| Rok                                                       | Tytuł                               | Najwyższa pozycja | Najwyższa pozycja | Najwyższa pozycja | Najwyższa pozycja | Najwyższa pozycja | Sprzedaż          | Album                                   |
| Rok                                                       | Tytuł                               | KOR               | KOR               | JAP Hot           | US World          | WW                | Sprzedaż          | Album                                   |
| Rok                                                       | Tytuł                               | Circle            | Hot               | JAP Hot           | US World          | WW                | Sprzedaż          | Album                                   |
| Koreańskie                                                | Koreańskie                          | Koreańskie        | Koreańskie        | Koreańskie        | Koreańskie        | Koreańskie        | Koreańskie        | Koreańskie                              |
| --------------------------------------------------------- | ----------------------------------- | ----------------- | ----------------- | ----------------- | ----------------- | ----------------- | ----------------- | --------------------------------------- |
| 2014                                                      | „Happiness” (행복)                  | 5                 | X                 | –                 | 4                 | –                 | - KOR: 342 642+   | –                                       |
| 2014                                                      | „Be Natural” (Feat. Taeyong)        | 33                | X                 | –                 | 6                 | –                 | - KOR: 65 820+    | –                                       |
| 2015                                                      | „Automatic”                         | 32                | X                 | –                 | 9                 | –                 | - KOR: 71 844+    | Ice Cream Cake                          |
| 2015                                                      | „Ice Cream Cake”                    | 4                 | X                 | –                 | 3                 | –                 | - KOR: 881 597+   | Ice Cream Cake                          |
| 2015                                                      | „Dumb Dumb”                         | 2                 | X                 | –                 | 3                 | –                 | - KOR: 954 329+   | The Red                                 |
| 2015                                                      | „Wish Tree” (세가지 소원)           | 33                | X                 | –                 | –                 | –                 | - KOR: 107 117+   | Winter Garden                           |
| 2016                                                      | „One Of These Nights” (7월 7일)     | 10                | X                 | –                 | 6                 | –                 | - KOR: 314 450+   | The Velvet                              |
| 2016                                                      | „Russian Roulette”                  | 2                 | 70                | –                 | 2                 | –                 | - KOR: 1 772 391+ | Russian Roulette                        |
| 2017                                                      | „Rookie”                            | 3                 | 39                | –                 | 4                 | –                 | - KOR: 1 358 020+ | Rookie                                  |
| 2017                                                      | „Would U”                           | 13                | –                 | –                 | –                 | –                 | - KOR: 156 138+   | SM Station Season 2                     |
| 2017                                                      | „Red Flavor” (빨간 맛)              | 1                 | 2                 | 25                | 4                 | –                 | - KOR: 1 420 332+ | The Red Summer                          |
| 2017                                                      | „Rebirth” (환생)                    | 78                | –                 | –                 | 25                | –                 | - KOR: 51 816+    | SM Station Season 2                     |
| 2017                                                      | „Peek-a-Boo” (피카부)               | 2                 | 2                 | 36                | 2                 | –                 | - KOR: 2 500 000+ | Perfect Velvet                          |
| 2018                                                      | „Bad Boy”                           | 2                 | 2                 | 49                | 2                 | –                 | - KOR: 2 500 000+ | The Perfect Red Velvet                  |
| 2018                                                      | „Power Up”                          | 1                 | 1                 | –                 | 6                 | –                 | dane niedostępne  | Summer Magic                            |
| 2018                                                      | „RBB (Really Bad Boy)”              | 10                | 7                 | 93                | 1                 | –                 | dane niedostępne  | RBB                                     |
| 2019                                                      | „Zimzalabim” (짐살라빔)             | 11                | 4                 | –                 | 10                | –                 | dane niedostępne  | The ReVe Festival: Day 1                |
| 2019                                                      | „Umpah Umpah” (음파음파)            | 18                | 1                 | –                 | 9                 | –                 | dane niedostępne  | The ReVe Festival: Day 2                |
| 2019                                                      | „Psycho”                            | 2                 | 2                 | –                 | 1                 | –                 | dane niedostępne  | The ReVe Festival: Finale               |
| 2021                                                      | „Queendom”                          | 5                 | 7                 | 77                | 10                | 96                | dane niedostępne  | Queendom                                |
| 2022                                                      | „Feel My Rhythm”                    | 3                 | 4                 | 47                | 8                 | 36                | dane niedostępne  | The ReVe Festival 2022 – Feel My Rhythm |
| 2022                                                      | „Birthday”                          | 23                | 14                | –                 | –                 | –                 | dane niedostępne  | The ReVe Festival 2022 – Birthday       |
| 2022                                                      | „Beautiful Christmas” (Feat. Aespa) | 113               | –                 | –                 | –                 | –                 | dane niedostępne  | 2022 Winter SM Town: SMCU Palace        |
| 2023                                                      | „Chill Kill”                        | 11                | –                 | –                 | –                 | –                 | dane niedostępne  | Chill Kill                              |
| Japońskie                                                 |                                     |                   |                   |                   |                   |                   |                   |                                         |
| 2018                                                      | „#Cookie Jar”                       | –                 | –                 | –                 | 20                | –                 | dane niedostępne  | #Cookie Jar                             |
| 2019                                                      | „SAPPY”                             | –                 | –                 | –                 | 13                | –                 | dane niedostępne  | SAPPY                                   |
| 2019                                                      | „Sayonara”                          | –                 | –                 | –                 | –                 | –                 | dane niedostępne  | SAPPY                                   |
| 2022                                                      | „Wildside”                          | –                 | –                 | –                 | 9                 | –                 | dane niedostępne  | Bloom                                   |
| „–” oznacza, że singiel nie był notowany na danej liście. |                                     |                   |                   |                   |                   |                   |                   |                                         |

### Pozostałe utwory notowane
| Rok        | Tytuł                  | Najwyższa pozycja | Najwyższa pozycja | Najwyższa pozycja | Album                                   |
| Rok        | Tytuł                  | KOR               | KOR               | US World          | Album                                   |
| Rok        | Tytuł                  | Circle            | Hot               | US World          | Album                                   |
| Koreańskie | Koreańskie             | Koreańskie        | Koreańskie        | Koreańskie        | Koreańskie                              |
| ---------- | ---------------------- | ----------------- | ----------------- | ----------------- | --------------------------------------- |
| 2015       | „Somethin Kinda Crazy” | 52                | X                 | –                 | Ice Cream Cake                          |
| 2015       | „Stupid Cupid”         | 74                | X                 | –                 | Ice Cream Cake                          |
| 2015       | „Take It Slow”         | 64                | X                 | –                 | Ice Cream Cake                          |
| 2015       | „Candy” (사탕)         | 66                | X                 | –                 | Ice Cream Cake                          |
| 2015       | „Huff n Puff”          | 36                | X                 | –                 | The Red                                 |
| 2015       | „Campfire”             | 68                | X                 | –                 | The Red                                 |
| 2015       | „Red Dress”            | 78                | X                 | –                 | The Red                                 |
| 2015       | „Oh Boy”               | 35                | X                 | –                 | The Red                                 |
| 2015       | „Lady's Room”          | 83                | X                 | –                 | The Red                                 |
| 2015       | „Time Slip”            | 88                | X                 | –                 | The Red                                 |
| 2015       | „Don't U Wait No More” | 69                | X                 | –                 | The Red                                 |
| 2015       | „Day 1”                | 74                | X                 | –                 | The Red                                 |
| 2015       | „Cool World”           | 95                | X                 | –                 | The Red                                 |
| 2016       | „Cool Hot Sweet Love”  | 48                | X                 | 23                | The Velvet                              |
| 2016       | „Light Me Up”          | 79                | X                 | –                 | The Velvet                              |
| 2016       | „First Time”           | 70                | X                 | –                 | The Velvet                              |
| 2016       | „Rose Scent Breeze”    | 61                | X                 | –                 | The Velvet                              |
| 2016       | „Lucky Girl”           | 42                | X                 | –                 | Russian Roulette                        |
| 2016       | „Bad Dracula”          | 81                | X                 | –                 | Russian Roulette                        |
| 2016       | „Sunny Afternoon”      | 78                | X                 | –                 | Russian Roulette                        |
| 2016       | „Fool”                 | 84                | X                 | –                 | Russian Roulette                        |
| 2016       | „Some Love”            | 100               | X                 | –                 | Russian Roulette                        |
| 2016       | „My Dear”              | 89                | X                 | –                 | Russian Roulette                        |
| 2017       | „Little Little”        | 41                | X                 | –                 | Rookie                                  |
| 2017       | „Happily Ever After”   | 71                | X                 | –                 | Rookie                                  |
| 2017       | „Talk to Me”           | 67                | X                 | –                 | Rookie                                  |
| 2017       | „Body Talk”            | 79                | X                 | –                 | Rookie                                  |
| 2017       | „Last Love”            | 72                | X                 | –                 | Rookie                                  |
| 2017       | „You Better Know”      | 14                | 21                | –                 | The Red Summer                          |
| 2017       | „Zoo”                  | 24                | 20                | –                 | The Red Summer                          |
| 2017       | „Mojito”               | 32                | 69                | –                 | The Red Summer                          |
| 2017       | „Hear the Sea”         | 35                | 70                | –                 | The Red Summer                          |
| 2017       | „Look”                 | 74                | 61                | –                 | Perfect Velvet                          |
| 2017       | „Kingdom Come”         | –                 | 65                | –                 | Perfect Velvet                          |
| 2017       | „My Second Date”       | –                 | 67                | –                 | Perfect Velvet                          |
| 2017       | „Moonlight Melody”     | 98                | 64                | –                 | Perfect Velvet                          |
| 2018       | „All Right”            | 79                | 41                | –                 | The Perfect Red Velvet                  |
| 2018       | „With You”             | 34                | 18                | –                 | Summer Magic                            |
| 2018       | „Mr. E”                | 80                | 26                | –                 | Summer Magic                            |
| 2018       | „Mosquito”             | 88                | 29                | –                 | Summer Magic                            |
| 2018       | „Hit That Drum”        | 83                | 27                | –                 | Summer Magic                            |
| 2018       | „Blue Lemonade”        | 68                | 23                | –                 | Summer Magic                            |
| 2019       | „Sunny Side Up!”       | 123               | –                 | –                 | The ReVe Festival: Day 1                |
| 2019       | „Milkshake”            | 181               | –                 | –                 | The ReVe Festival: Day 1                |
| 2019       | „Parade”               | 184               | –                 | –                 | The ReVe Festival: Day 1                |
| 2019       | „Carpool”              | 169               | –                 | –                 | The ReVe Festival: Day 2                |
| 2019       | „Love Is the Way”      | 199               | –                 | –                 | The ReVe Festival: Day 2                |
| 2019       | „In & Out”             | 88                | 50                | –                 | The ReVe Festival: Finale               |
| 2019       | „Remember Forever”     | 128               | 65                | –                 | The ReVe Festival: Finale               |
| 2021       | „Pose”                 | 105               | 81                | –                 | Queendom                                |
| 2021       | „Knock on Wood”        | 112               | –                 | –                 | Queendom                                |
| 2021       | „Hello, Sunset”        | 137               | –                 | –                 | Queendom                                |
| 2021       | „Better Be”            | 138               | –                 | –                 | Queendom                                |
| 2021       | „Pushin' N Pullin”     | 139               | –                 | –                 | Queendom                                |
| 2022       | „Rainbow Halo”         | 119               | 100               | –                 | The ReVe Festival 2022 – Feel My Rhythm |
| 2022       | „Beg for Me”           | 138               | –                 | –                 | The ReVe Festival 2022 – Feel My Rhythm |
| 2022       | „Bamboleo”             | 124               | –                 | –                 | The ReVe Festival 2022 – Feel My Rhythm |
| 2022       | „Good, Bad, Ugly”      | 177               | –                 | –                 | The ReVe Festival 2022 – Feel My Rhythm |
| 2022       | „In My Dreams”         | 129               | –                 | –                 | The ReVe Festival 2022 – Feel My Rhythm |
| 2022       | „Bye Bye”              | 155               | –                 | –                 | The ReVe Festival 2022 – Birthday       |
| 2022       | „On a Ride”            | 120               | –                 | –                 | The ReVe Festival 2022 – Birthday       |
| 2022       | „Zoom”                 | 161               | –                 | –                 | The ReVe Festival 2022 – Birthday       |
| 2022       | „Celebrate”            | 189               | –                 | –                 | The ReVe Festival 2022 – Birthday       |